# Palisade (Nebraska)
Palisade – wieś w Stanach Zjednoczonych, w stanie Nebraska, w hrabstwie Hitchcock.